# Ferdinand Heim
Ferdinand Heim (ur. 27 lutego 1895 roku w Reutlingen, zm. 14 listopada 1977 roku w Ulm) – niemiecki oficer Wehrmachtu w randze Generalleutnanta. Służył podczas I i II wojny światowej.
1 czerwca 1942 roku został dowódcą 14 Dywizji Pancernej, która brała udział w bitwie o Rostów i drugiej bitwie o Charków. 1 listopada 1942 roku objął dowództwo XLVIII Korpusu Pancernego, który nie był w stanie zatrzymać sowieckiej ofensywy na flanki niemieckiej 6 Armii walczącej w Stalingradzie w ramach operacji Uran. W styczniu 1943 r. został zwolniony ze stanowiska dowódcy korpusu, odwołany do Niemiec i aresztowany pod zarzutem nieudolnego dowodzenia na polu bitwy. Osadzono go w więzieniu w Mobacie, skąd został wypuszczony w kwietniu 1943 r. z uwagi na bardzo zły stan zdrowia i odesłany do szpitala wojskowego w Ulm.
W maju 1943 r. Heim objął dowództwo placówki o niewielkim znaczeniu, drugorzędnego garnizonu we francuskim Boulogne. Tam stoczył swoją ostatnią bitwę. W dniach 17–22 września 1944 r. dowodził obroną miasta; po kapitulacji Boulogne trafił do alianckiej niewoli.
Został odznaczony Krzyżem Rycerskim Krzyża Żelaznego.

## Kariera wojskowa

### Rangi
- Fahnenjunker: październik 1914
- Leutnant: 25 lutego 1915
- Oberleutnant: 18 października 1918
- Hauptmann: 1 marca 1928
- Major: 1 sierpnia 1934
- Oberstleutnant: 1 marca 1937
- Oberst: 1 sierpnia 1939
- Generalmajor: 1 lutego 1942
- Generalleutnant: 1 listopada 1942

### Odznaczenia
- Krzyż Honorowy (1934)
- Srebrna Odznaka za Rany (1942)
- Krzyż Żelazny
  - II klasa (1914)
  - I klasa (1914)
- Krzyż Żelazny
  - II klasa (okucie ponownego nadania 1939)
  - I klasa (okucie ponownego nadania 1939)
- Krzyż Rycerski Krzyża Żelaznego (1942)
- Złoty Krzyż Niemiecki (1942)
- Medal za Kampanię Zimową na Wschodzie

## Literatura
- Stalingrad, 1999, Antony Beevor.
- The German Army 1939-45, Nigel Thomas i Stephen Andrew.